# Clásica de la Chuleta
La Clásica de la Chuleta - Gran Premio Cuéllar est une course cycliste espagnole disputée au mois d'avril près de Cuéllar, dans la province de Ségovie. Créée en 1956, elle est actuellement organisée par le Club Ciclista San Miguel.  

## Histoire
Cette épreuve est créée en 1956 par le Club Ciclista Cuellarano.
En 1996, la course connait une affluence record avec 277 participants. En 2002, elle est remportée pour la première fois de son histoire par un coureur étranger : Nikita Eskov. En 2008, seuls 23 coureurs franchissent la ligne d'arrivée sur les 130 participants, en raison de conditions météorologiques dantesques.
L'édition 2020 est annulée en raison du contexte sanitaire lié à la pandémie de Covid-19. C'est également le cas en 2021.

## Palmarès depuis 2002
| Année     | Vainqueur             | Deuxième                | Troisième                 |
| --------- | --------------------- | ----------------------- | ------------------------- |
| 2002      | Nikita Eskov          |                         |                           |
| 2003      | Mario de Sárraga      | Neftalí Rojo            | José Antonio Carrasco     |
| 2004      | Gerardo García        | Gustavo Rodríguez       | Enrique Salgueiro         |
| 2005      | Pol Nabben            | Lucas Sebastián Haedo   | Juan José Abril           |
| 2006      | Abel Fragua           |                         |                           |
| 2007      | Carlos Capitán        | José Carlos López       | Eduardo González          |
| 2008      | Alfonso Suaña         |                         |                           |
| 2009      | José Miguel Fernández | Florentino Márquez      | Andrés Sánchez            |
| 2010      | Raúl García de Mateos | Raúl Castaño            | Diego Rubio               |
| 2011      | Guillermo Ferrer (ca) | Santiago Comins         | Alfonso Suaña             |
| 2012      | Isidoro Pérez         | Paul Kneppers           | Mario Campos              |
| 2013      | Aitor Rey             | Jesús Montero           | Diego Tirilonte           |
| 2014      | Jonathan González     | José Antonio de Segovia | Noel Martín               |
| 2015      | Camilo Forero         | José Manuel Gutiérrez   | David Civera              |
| 2016      | Julio Alberto Amores  | José Manuel Gutiérrez   | Erlend Sundstrøm          |
| 2017      | Noel Martín           | Manuel Peñalver         | Jesús Arozamena           |
| 2018      | Eneko Aramendia       | Javier Hernández        | Ismael Llopis             |
| 2019      | Noel Martín           | Leangel Linarez         | Jatniel Figueroa          |
| 2020-2021 | annulé                | annulé                  | annulé                    |
| 2022      | Noel Martín           | Javier Hernández        | Rafael Pizarro            |
| 2023      | Francisco García Rus  | Noel Martín             | Ferran Robert             |
| 2024      | Francisco García Rus  | Rubén Sánchez           | Ricard Fitó               |
| 2025      | Iker Villar           | Tomás Pombo             | Alberto Fernández Reviejo |